# 山川宏 (宇宙工学者)
山川 宏（やまかわ ひろし、1965年 - ）は、日本の宇宙工学者、宇宙航空研究開発機構（JAXA）理事長。

## 略歴

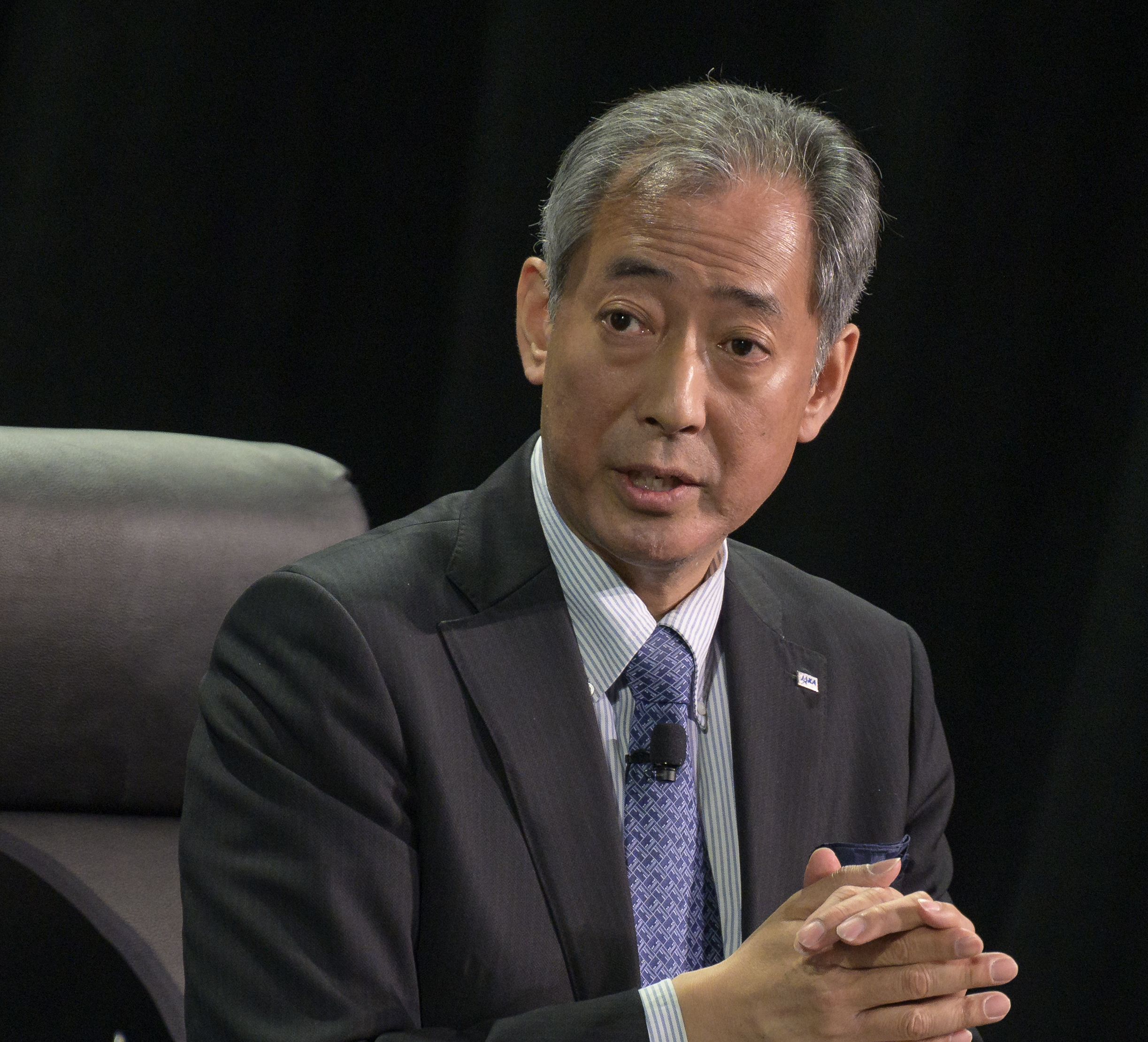
2022年4月6日

スイス・ジュネーヴ生まれ。イギリス在住を経て、小中高時代は神奈川県茅ヶ崎市に在住。
1988年3月、東京大学工学部航空学科卒業。
1993年、東京大学大学院工学系研究科に博士論文『On earth-moon transfer trajectory with gravitational capture（重力キャプチャーを用いた地球-月遷移軌道について）』を提出して、博士（工学）を取得した。
1993年から宇宙科学研究所(現:宇宙航空研究開発機構)に在籍。
小惑星探査機はやぶさなどの科学衛星や探査機の開発・運用に参加し、水星探査機みおでは初期のプロジェクトマネージャーを務めた。アメリカ航空宇宙局（NASA）客員科学者、欧州宇宙機関（ESA）客員科学者を歴任。
2006年京都大学生存圏研究所教授。2010年から内閣官房宇宙開発戦略本部事務局長を兼任。2012年から内閣府宇宙政策委員会委員を兼任。
2018年、産業界の経営者が歴任してきた宇宙航空研究開発機構 (JAXA) 理事長に、研究者出身では初めて就任した。
2021年12月、フランス政府レジオン・ドヌール勲章シュヴァリエを受章した。
2023年1月、JAXAは古川聡宇宙飛行士が研究の責任者を務めた実験で捏造など不正行為が発覚した問題で、山川を含む役員3人を厳重注意等の処分にした事を発表した。山川は「研究の信頼性が損なわれた。組織としておわびする」とのコメントを出した。